# Flamet
El flamet (en castellà tocino de cielo o també tocinillo de cielo) són unes postres elaborades a base de rovell d'ou caramel·litzat i sucre, compacte i de color groc intens, originari i típic d'Andalusia, Astúries i algunes localitats de Castella i Lleó.
Les primeres notícies, del convent de l'Esperit Sant, a Jerez de la Frontera, són de l'any 1324. Foren les monges d'aquest convent les qui crearen originalment aquestes postres.
L'origen dels flamets de Jerez està lligat al vi de la zona i a l'ús massiu de clares d'ou usades per a la seva clarificació. Els capatassos dels cellers regalaven a les monges els rovells que gestarien el flamet en els convents.
A més són unes postres alatament energètiques i molt dolces que tradicionalment han acompanyat als menjars en els dies de festa.

## Preparació del Flamet
| Ingredients per a 4 persones             | Quantitat  |
| ---------------------------------------- | ---------- |
| Sucre                                    | 500 gr     |
| Aigua                                    | 250 ml     |
| Rovells d'ou                             | 10         |
| Sucre i aigua per caramelitzar el motlle | 3 culleres |

1. Es posa l'aigua amb el sucre en un cassó a foc lent durant uns 20 minuts fins que es formi l'almívar constant. Després es deixa refredar
2. Es posen els 10 rovells d'ou en un bol profund. Es barregen sense arribar a produir escuma. S'afegeix a poc a poc l'almívar, que ha d'estar fred, perquè l'ou no qualli. Es mou bé perquè quedi ben barrejat.
3. Es prepara el caramel en una paella amb 3 cullerades de sucre i 3 d'aigua. Es caramel·litza l'interior dels motlles.
4. S'aboca els rovells i l'almívar barrejats en el motlle, a través d'un colador fi per evitar que es colin grumolls. Es posen els motlles en un recipient amb aigua per fer el bany maria i es posa al forn preescalfat a 200 °C uns 20 minuts. Un cop fred es desemmotlla.